# Vesa Kytönen
Vesa Kytönen   (Jämsä, 1966) és un pilot d'enduro finlandès, Campió del Món el 1999 i Campió d'Europa el 1998. Com a membre de l'equip finlandès guanyà el Trofeu als ISDE els anys 1996, 1998 i 1999. Retirat de la competició, actualment és propietari d'una botiga de pneumàtics a la seva ciutat natal, Jämsä.